# Eudrapa extensa
Eudrapa extensa är en fjärilsart som beskrevs av Emilio Berio 1956. Eudrapa extensa ingår i släktet Eudrapa och familjen nattflyn. Inga underarter finns listade i Catalogue of Life.